# 1348 Michel
1348 Michel (1933 FD) là một tiểu hành tinh vành đai chính được phát hiện ngày 23 tháng 3 năm 1933 bởi S. Arend ở Uccle.